# 胡智 (成化進士)
胡智（1439年—？），字尚明，河南汝寧府光州光山縣人，明朝政治人物。進士出身。

## 生平
河南鄉試第三十名。成化二年（1466年）丙戌科會試第九十一名，殿試登進士第三甲第三十八名。

## 家族
曾祖胡才。祖父胡名。父亲胡熙，曾任義官。